# دونيلا ميدوز
كانت دونيلا«دانا» ميدوز (13 مارس 1941 - 20 فبراير 2001) عالمة أمريكية رائدة في مجال البيئة ومدرسة وكاتبة. اشتهرت بكونها المؤلفة الرئيسية للكتاب المؤثر «حدود النمو والتفكير في الأنظمة: كتاب تمهيدي».

## النشأة والتعليم
ولدت في إلجين (إلينوي) وتلقت تعليمها في مجال العلوم منذ البداية، حصلت على درجة البكالوريوس في الكيمياء من كلية كارلتون عام 1963 ودرجة الدكتوراه في الفيزياء الحيوية من جامعة هارفارد عام 1968. وبعد رحلة استمرت عامًا كاملاً من إنجلترا إلى سريلانكا والعودة منها، أصبحت زميلة باحثة في معهد ماساتشوستس للتكنولوجيا كعضو في فريق في قسم أنشأه جاي رايت فوريستر مؤسس مجال ديناميكيات النظام ومبدأ تخزين البيانات المغناطيسية لأجهزة الكمبيوتر.

## روابط خارجية
- دونيلا ميدوز على موقع IMDb (الإنجليزية)